# Bəyimsarov
Bəyimsarov è un comune dell'Azerbaigian situato nel distretto di Tərtər. Conta una popolazione di 2 591 abitanti.